# 니드 포 스피드 III: 핫 퍼슈트
《니드 포 스피드 III: 핫 퍼슈트》(Need for Speed III: Hot Pursuit, 유럽 출시명: Need for Speed: Hot Pursuit, 일본 출시명: Over Drivin' III)는 1998년 출시된 레이싱 비디오 게임의 하나로, 니드 포 스피드 시리즈 중 세 번째 게임이다. 이 게임은 1998년 3월 플레이스테이션용으로 출시되었다가, 나중에 1998년 10월 마이크로소프트 윈도우용으로 강화 포팅되었다. 플레이스테이션 2 버전이 개발되었으나 머지 않아 취소되었다. 이 게임은 2002년에 니드 포 스피드: 무한질주 2라는 이름으로 출시된 속편이 있다.

## 평가
니드 포 스피드 III: 핫 퍼슈트는 긍정적인 평가를 받았으며 미국 차트 중 10위를 차지하였다.